# Cloniophorus nyassae
Cloniophorus nyassae är en skalbaggsart som först beskrevs av Bates 1878.  Cloniophorus nyassae ingår i släktet Cloniophorus och familjen långhorningar.
Artens utbredningsområde är:
- Kenya.
- Malawi.
- Moçambique.

Inga underarter finns listade i Catalogue of Life.